# Blaustein
Blaustein (phát âm tiếng Đức: [ˈblaʊ̯ʃtaɪn]) là một đô thị thuộc huyện Alb-Donau, bang Baden-Württemberg, Đức. Đô thị nằm bên bờ sông Blau, 6 km về phía tây của Ulm và dân số thời điểm tháng 12 năm 2020 là 16.303 người.